# Black Watch (Schiff, 1972)
Die Black Watch (dt. Schwarze Wacht) war ein Kreuzfahrtschiff, welches bis 2020 von der norwegisch-britischen Reederei Fred. Olsen Cruise Lines betrieben wurde. Sie wurde im Jahr 1972 von der Royal Viking Line als Royal Viking Star in Dienst gestellt. Der Name Black Watch geht auf das 3. Bataillon des Royal Regiment of Scotland zurück.

## Geschichte

### Bau und Indienststellung

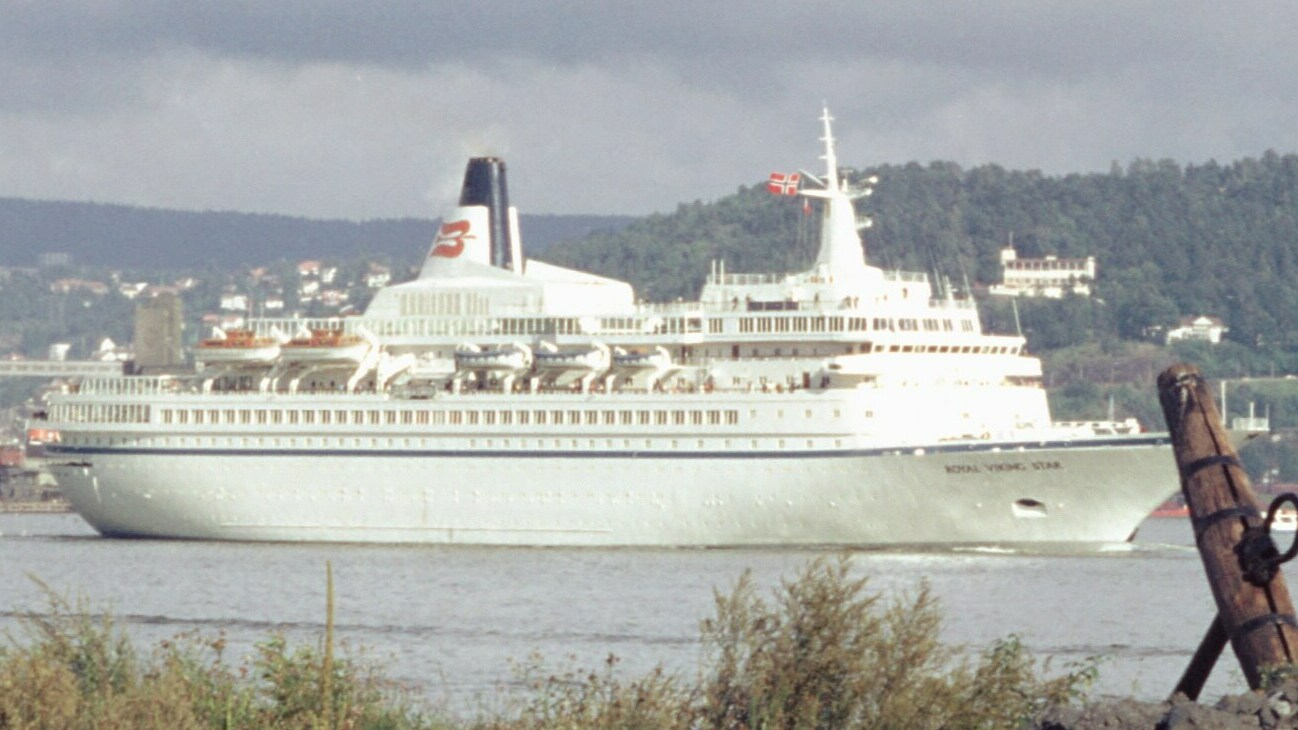
Die Royal Viking Star 1972 in Oslo

Das Schiff wurde am 1. Juli 1970 unter der Baunummer 395 als erstes Schiff der Royal-Viking-Star-Klasse auf der Wärtsilä-Werft in Helsinki auf Kiel gelegt. Nach dem Stapellauf am 12. Mai 1971 und der Fertigstellung wurde das Schiff am 26. Juni 1972 für die Reederei Royal Viking Line mit dem Namen Royal Viking Star unter norwegischer Flagge fahrend in Dienst gestellt. Zu diesem Zeitpunkt war es mit 21.847 BRT vermessen und wurde für Kreuzfahrten eingesetzt.

### Einsatz bei Royal Viking Line und Royal Cruise Line
Zwischen Ende August und Mitte November 1981 wurde die Royal Viking Star auf der Lloyd-Werft in Bremerhaven durch Einfügen einer neuen Rumpfsektion, die von Schichau Seebeck gebaut worden war, von ursprünglich 177,77 m auf 205,46 m verlängert und wieder in Fahrt gebracht.
1988 erfolgte der Verkauf an die Reederei Kloster Cruise (Nassau, Bahamas), die das Schiff im April 1991 in Westward umbenannte. Nach dem Wechsel zur Royal Cruise Line wurde das Schiff 1994 unter dem Namen Star Odyssey für Kreuzfahrten im Mittelmeer eingesetzt.

### Einsatz bei Fred. Olsen Cruise Line
Im Oktober 1996 übernahm die Fred. Olsen Cruise Line das Schiff und brachte es ab November 1996 unter seinem derzeitigen Namen Black Watch in Fahrt. Nach mehr als 30 Jahren unter norwegischer Flagge wechselte sie in das Schiffsregister der Bahamas. Zwischen Mitte Mai und Mitte Juni 2005 wurde die Black Watch bei Blohm + Voss umfangreichen Umbaumaßnahmen unterzogen, wobei auch die Maschinenanlage erneuert wurde. 

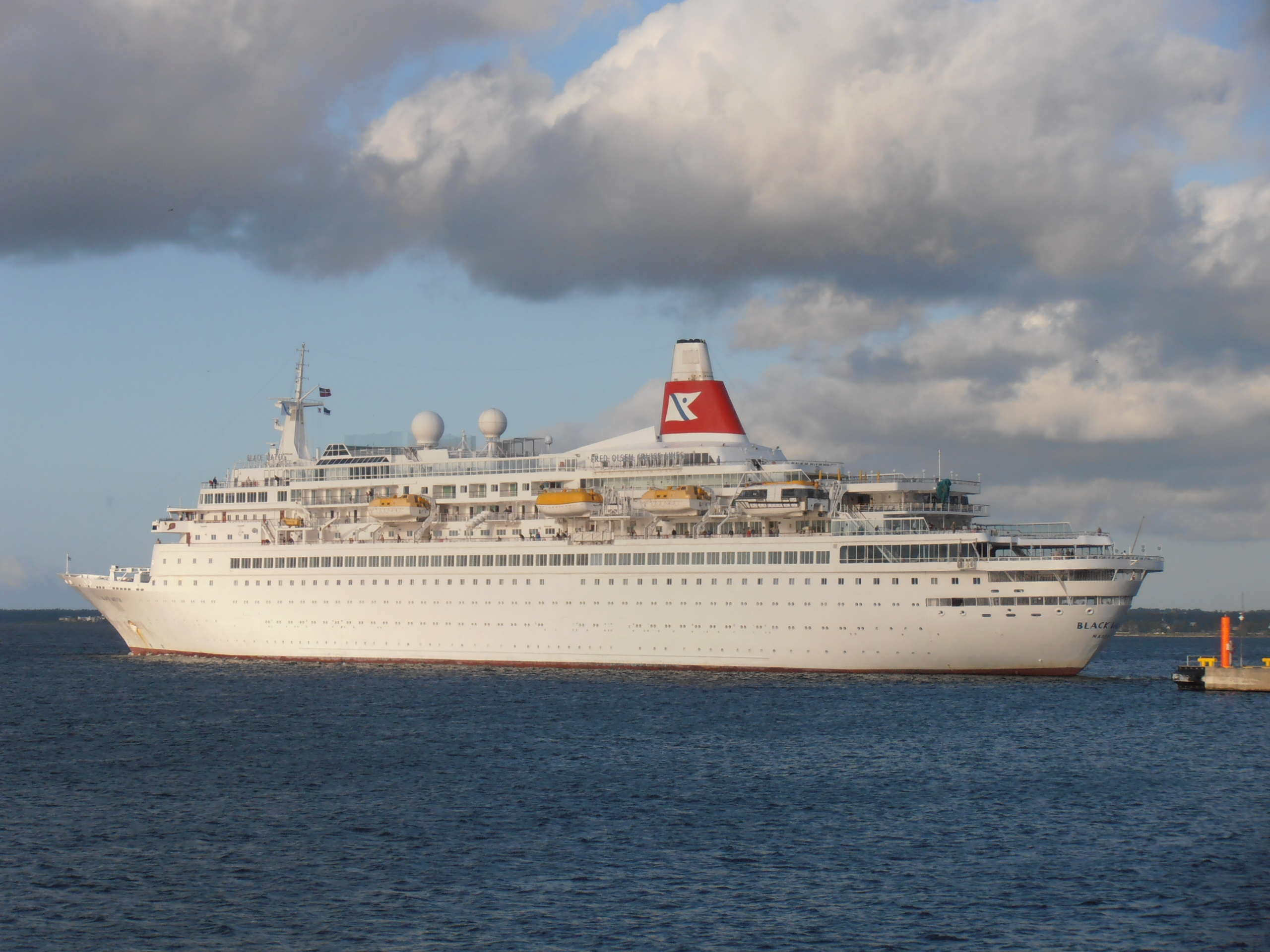
Die Black Watch mit weißem Rumpf

 Ausgehend von den Basishäfen in Dover, Southampton, Sydney, Singapur und Callao wurde sie weltweit für Kreuzfahrten eingesetzt.

#### Unfall während Reparaturen in Hamburg
Während eines Werftaufenthaltes im November 2016 kam es zu einem Unfall, der für einen Arbeiter von Blohm + Voss tödlich endete. Ein abstürzender Stahlträger erschlug den Arbeiter und verletzte einen weiteren Werftarbeiter schwer. Das Schiff befand sich seit ungefähr einer Woche für Reparaturen im Dock 11 von Blohm + Voss.

#### Ausmusterung und Verschrottung
2020 erwarb Fred. Olsen die Schwesterschiffe Rotterdam und Amsterdam der Holland-America Line. Die Black Watch und ihr als Royal Viking Sky gebautes Schwesterschiff Boudicca, welches Fred. Olsen Cruises im Jahr 2005 übernommen hatte,  verließen daraufhin im August 2020 die Flotte der Fred. Olsen Cruise Lines. Beide Schiffe wurden daraufhin an ein türkisches Unternehmen, 2E Maritime, verkauft, um sie als Unterkunftsschiffe einzusetzen.
Zunächst lagen die Black Watch und die Boudicca vor Tuzla auf Reede, ab November 2020 lagen beide Schiffe in einer Marinewerft in Pendik. Die Boudicca traf im Mai 2021 in Aliağa zum Abbruch ein.
Die Black Watch wurde später an Olivia Navigation und schließlich zur Verschrottung in Indien verkauft. Zuvor war das Schiff nach Palau umgeflaggt und in Odin umbenannt worden.
Laut Fred. Olsen wurde im Kaufvertrag vereinbart, dass das Schiff auf einer türkischen Abwrackwerft verschrottet werden muss, welche in Übereinstimmung mit der Hongkong-Konvention arbeitet, nachdem es 6 bis 8 Monate als Unterkunftsschiff gedient hat. Nichtsdestotrotz wurde das Schiff zur Verschrottung in Indien verkauft. Im Mai 2022 leitete Fred. Olsen rechtliche Schritte ein, um die Verschrottung in Indien zu verhindern. Anfang Mai 2022 tauchte das Schiff in Indien ein und lag ab dem 3. Juni vor dem Abwrackstand in Alang, wo es drei Tage später gerichtlich festgesetzt wurde. Zugleich konnte dies durch eine Kaution von 4,16 Millionen US-Dollar, den ursprünglichen Werft des Schiffes, wieder aufgehoben werden.
Nachdem der High Court of Gujarat den Arrest aufgehoben hatte, wurde die einstige Royal Viking Star am 18. Juni 2022 in Alang zur Verschrottung gestrandet. Sie war das letzte Schiff der Royal-Viking-Star-Klasse.

## Maschinenanlage und Antrieb
Ursprünglich war das Schiff mit vier Wärtsilä-Sulzer-Neunzylinder-Viertakt-Dieselmotoren des Typs 9ZA40/48 ausgestattet, die eine Leistung von 13.240 kW entwickelten und über Getriebe auf zwei Verstellpropeller wirkten. Während der Umbauarbeiten bei Blohm + Voss wurden die Motoren durch leistungsstärkere Siebenzylinder-Viertaktmotoren der MAN-B&W-Baureihe 32/40 ersetzt. Dadurch stieg die Reisegeschwindigkeit, und Verspätungen im Fahrplan konnten besser aufgeholt werden.
Am 1. Juli 2016 brach an Bord ein Feuer aus. Es beschädigte drei Generatoren zur Energieversorgung. Das Schiff lief wie geplant einen Tag später in Funchal auf der Insel Madeira ein. Die Reederei entschied angesichts der voraussichtlichen Dauer der Reparaturarbeiten an der Verkabelung zu den Schiffsdieselmotoren, die 696 Passagiere im Laufe einiger Tage nach Hause ausfliegen zu lassen.